# Staffanstorps församling
Staffanstorps församling var en församling i Lunds stift och Staffanstorps kommun. Församlingen uppgick 2000 i S:t Staffans församling.

## Administrativ historik
Församlingen bildades 1964 genom sammanslagning av Brågarps församling och Nevishögs församling.
Församlingen var till 2000 moderförsamling i pastoratet Staffanstorp, Kyrkheddinge, Esarp och Bjällerup. Församlingen uppgick 2000 i S:t Staffans församling.

## Kyrkobyggnader
- Nevishögs kyrka
- Brågarps kyrka